# A Western Maid
A Western Maid è un cortometraggio muto del 1910 scritto, prodotto, interpretato e diretto da Gilbert M. 'Broncho Billy' Anderson.

## Produzione
Il film fu prodotto dalla Essanay Film Manufacturing Company e venne girato a Golden, in Colorado.

## Distribuzione
Distribuito dall'Essanay Film Manufacturing Company, uscì nelle sale cinematografiche USA il 1º gennaio 1910. Nelle proiezioni, il corto western, che era lungo 266,7 metri, veniva programmato con il sistema dello split reel, accorpato in un'unica bobina con un altro cortometraggio prodotto dall'Essanay, Why He Did Not Win Out.